# Thorikós

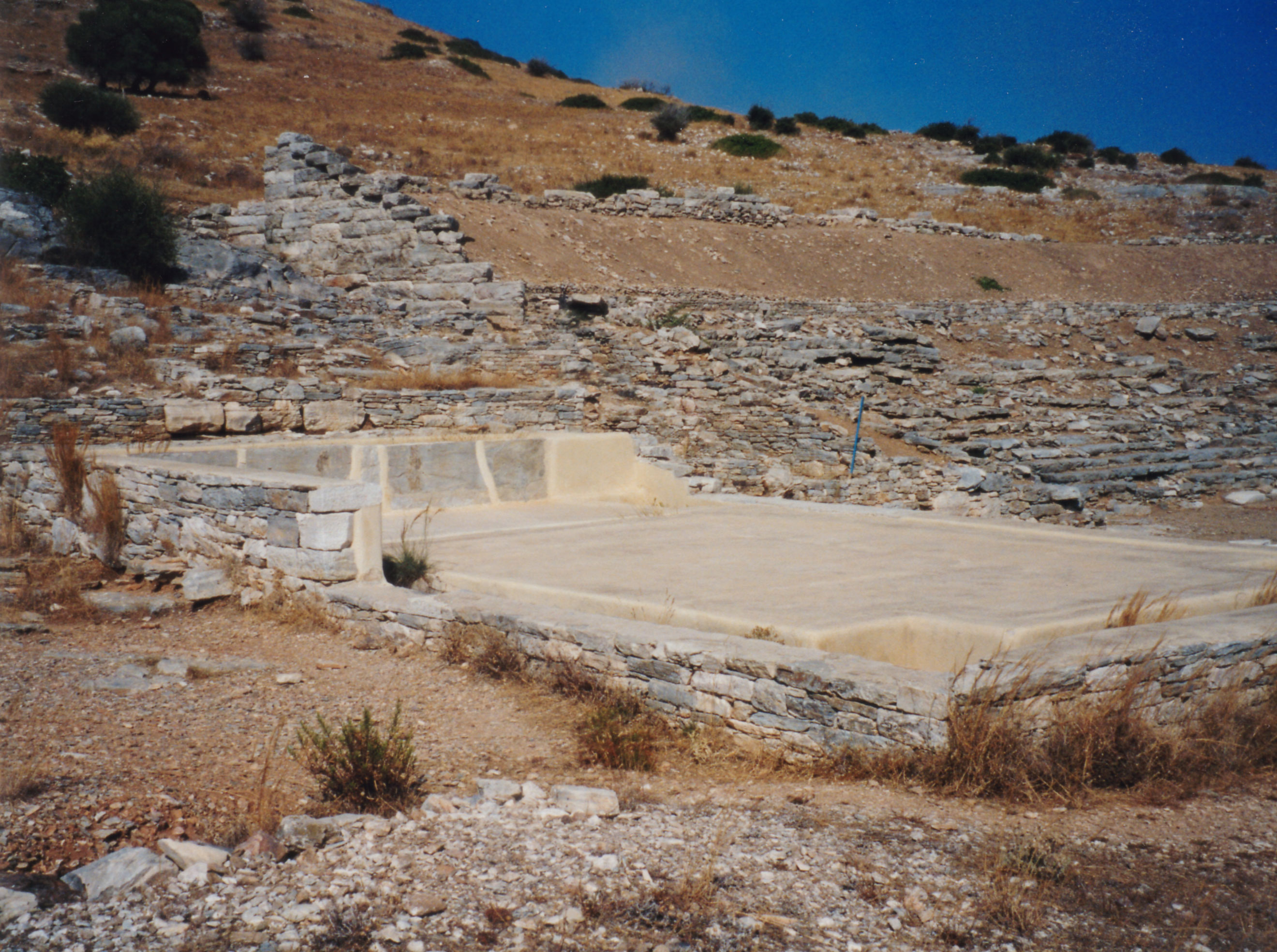
Aire de lavage du minerai, devant le théâtre de Thorikos

Thorikós (en grec ancien : Θορικός) est une ancienne cité grecque, à la fois mycénienne et classique, située en Attique, sur une colline aujourd'hui nommée Vélatouri, à proximité immédiate de la baie de Laurion, à environ 2 km au nord du petit port moderne du même nom (actuel Lávrio).

## Vestiges archéologiques

### Citadelle mycénienne
Le sommet de la colline de Vélatouri présente une acropole mycénienne et deux tombes à coupole de la même époque. L'une d'elles est bien repérable : 37° 44′ 27″ N, 24° 03′ 29″ E.

### Théâtre
Sur le flanc sud de la colline, on peut voir les  vestiges importants de la cavea du théâtre de Thorikós, datant du VIe au IVe siècle av. J.-C., creusé dans la colline : 37° 44′ 17″ N, 24° 03′ 13″ E.
Ce théâtre de 2 700 places est remarquable par son plan semi-elliptique tout à fait unique et par son ancienneté : certains auteurs n'hésitent pas à en faire le premier en date de tous les théâtres grecs.

### Mines d'argent

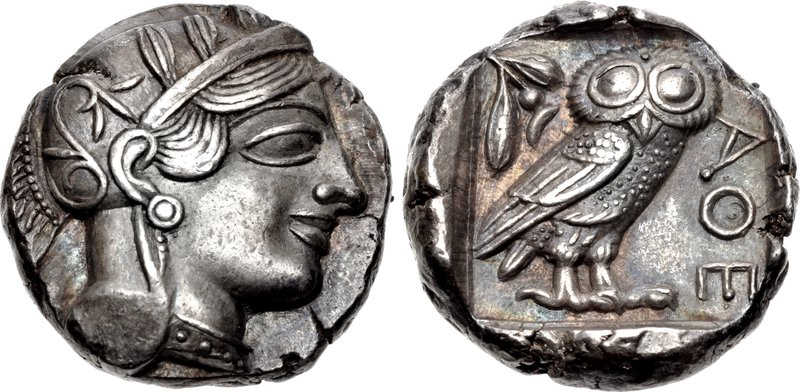
Tétradrachme d'Athènes, argent, après -449

Cette région du Laurion est connue pour ses anciennes mines de plomb argentifère. Les fouilles menées depuis 1820 ont permis de retrouver des traces de l'activité minière et métallurgique, sur le versant ouest de la colline. Le développement important du centre urbain de Thorikos aux Ve siècle av. J.-C. et IVe siècle av. J.-C., à l'époque de l'exploitation la plus intense des filons argentifères du Laurion, est lié à ces activités minières. La construction du théâtre date de cette époque et de nombreux ateliers de surface de traitement du minerai étaient présents à proximité du centre civique, transformant Thorikos en véritable petit « centre industriel ».

### Autres vestiges
On trouve aussi à Thorikos une tour défensive du IVe siècle av. J.-C. et les traces d'un sanctuaire de Déméter et Korè.

## Fouilles de Thorikos
Des fouilles régulières sont menées par l'École belge d'Athènes.